# Abdirahman Ahmed Ali Tur
Abdirahman Ahmed Ali Tur o Abdirahman Ahmed Ali Tuur o Abderrahman Ahmed Ali Tuur (Burao, 4 d'abril de 1931 - Londres, 8 de novembre de 2003) fou un polític somali, primer president de Somalilàndia (1991-1993). Va néixer a Gashamo (Habar Yoonis) el 1931, i era membre del clan habar yonis, sub clan dels issaq. Tur o Tuur és un àlies que vol dir ‘geperut’.
Membre del Moviment Nacional Somali fundat el 1981 a Londres, va succeir en la presidència a Ahmed Mohamed Silanyo el 1990. L'ala civil del grup era de majoria habar yunis i iidgale que formaven els clans anomenats garxajis, mentre l'ala militar la formaven els habar awal i habar yeclo.
El gener del 1991 el Moviment Nacional Somali va capturar Burao, Berbera i Hargeisa. El 18 de maig de 1991, en una gran assemblea a Burao es va proclamar la independència i el 28 de maig el president del MNS, Abdirahman Ahmed Ali Tur, fou designat president. La facció militar controlava Berbera però la civil dominava Burao i Hargeisa. El 1992 Tur va intentar ocupar Berbera des d'Hargeisa i des de Burao però no ho va aconseguir. Això va portar a una guerra civil. Quan les forces de Tur tornaven de Sheikh a Burao van haver de deixar l'armament en territori dels habar jeclo. Després Burao fou altre cop destruïda. Es va decidir convocar una conferència de pau que es va iniciar a Borama el 24 de gener del 1993 amb més de 1000 participants i que va durar quatre mesos. Es va aprovar un "Codi de conducta" tenint en compte la llei tradicional (xeer), i una carta nacional. Una assemblea d'ancians (Gurti) formada per notables i caps de clans, i una assemblea de representants electiva formarien el parlament. El 16 de maig de 1993 la Gurti va elegir a Ibrahim Egal com a president, contra les pretensions de Tur. Es va anunciar també un referèndum sobre la independència.
Les seves forces es van apoderar de l'aeroport d'Hargeisa l'octubre del 1994 però el nou exèrcit nacional format per Egal el va reconquerir. L'habar yunis i iidgale van dirigir els seus vehicles armats cap a una secció comercial d'Hergeisa poblada pels seus rival habar awal i van obrir foc indiscriminadament abans de ser expulsats de la ciutat al cap de dos dies. 20.000 persones es van refugiar temporalment a Etiòpia. Tuur dominava Burao, però Egal, amb el suport de la facció "bandera roja" dels habar jeclo, va dominar la ciutat. Egal ara dominava tot el país.
Tur va sortir de Somalilàndia i va contactar amb l'ONU interessada a obtenir un acord de pau abans de sortir del país. De les converses i pressions de l'ONU va derivar un comunicat fet a Addis Abeba on va anunciar que rebutjava la independència de Somalilàndia i que l'havia declarat forçat i contra el seu desig i que la seva voluntat era formar una Somàlia federal. Estava present el general Muhammad Fara Hassan, àlies Aydid que va donar la benvinguda a la iniciativa i va fer vots per la participació de Tuur a un futur procés de pau. Amb tot això va resultar el juny del 1995 el govern proclamat per Muhammad Fara Hassan, àlies Aydid a Mogadiscio, amb Tur com a vicepresident. En aquest moment el govern de Somalilàndia s'enfrontava a atacs de la milícia dels isses, el Front Unit Somali (FUS) oposades també a la independència, ajudades per Djibouti i segurament d'acord amb Tur (agost del 1995).
El 1996 es van fer a Somalilàndia dues conferències de reconciliació per intentar atreure als habar iunis i iidgale o igalle, que no van reeixir plenament. El 1997 va entrar a Somàlia i fou arrestat per Hussein àlies Aydid (fill i successor de Muhammad Farah Hassan Aydid) i enviat en un avió que va sortir de Mogadiscio cap a fora del país. Tur es va establir al Regne Unit. El 2000 va participar en el procés d'Arta a Djibouti del que va sortir el Govern Nacional de Transició.
Poc després Tur va retornar al Regne Unit on va restar fins al 2003. El gener d'aquest any es va entrevistar a Londres amb el ministre d'Informació de Somalilàndia, Abdillahi Mohamed Duale, que li va oferir l'amnistia i el retorn amb llibertat, si ingressava al partit del govern i li donava suport a les eleccions, a més d'altres condicions menors. Un mes després (febrer) Tur va retornar, oficialment per portar les condolences per la mort del seu cunyat Osman Basbaas, sent rebut per diversos ministres, sultans, i altres notables, i va fer l'anunci públic de què ingressava al Partit Democràtic d'Unitat Popular. El rumor popular diu que Tur va exigir una vil·la de luxe, un vehicle, una guàrdia armada, servei domèstic, i un salari del govern.
Després de l'elecció presidencial va retornar a Londres on fou tractat d'una malaltia que li va ocasionar la mort el mateix 2003. El seu cos fou traslladat a Hargeisa on va rebre funeral d'estat. El president Dahir Riyale Kahin va transmetre les condolences a la seva família. Deixava vídua a la seva dona Kinsi Basbas.

## Referència principal
- http://www.bits.de/public/pdf/rr99-1.PDF